# ウェブページ
ウェブページ (Web page, webpage) は、ウェブ上にあり、ウェブブラウザで閲覧可能な、ページ単位の文書のこと。ホームページと表記することもあるが、誤用であるという主張もある(詳しくはホームページの項を参照）。

## 概説
もし、あなたがこの記事をWorld Wide Web（ウェブ）を使ってパソコンなどの画面上で見ているなら、この記事もウェブページの1つである。ウェブページのことを略して「ページ」ともいう。
書物のページとは異なり、ウェブページ同士を相互にハイパーリンクという形で指し示して移動できること（ハイパーテキスト）が特徴である。
一連のウェブページの集まりとしてできている意味のあるまとまりをウェブサイトという。ウェブサイトの最上位にあたるページをホームページ、トップページ、メインページなどと表現する場合があるが、正確にはドキュメントルートであり、ウェブサイトという表現でも通常は最上位ページを指す。
自分でウェブページを作成する場合、ソースコード (HTML) をテキストエディタで直接打ち込む他、専用のWebオーサリングツール（ウェブページ作成ソフトウェア）を用いたり、ウィキやブログ、ソーシャル・ネットワーキング・サービス (SNS) などのサービスを利用することもできる。オフィス系アプリケーションでは作成したドキュメントをHTML形式で出力する機能を持たせたものもある。
また、ネット上に存在するウェブページの数は"極めて膨大"であると言われており、2022年までにgoogleが発見したページだけでも130兆を超えている。

## ウェブページの構成
大半のウェブページは、HTML（またはXHTML）とスタイルシート、画像データで構成されており、ウェブブラウザを使用して閲覧されることが一般的である。HTMLではブラウザ毎の解釈が異なる場合があるため、企業などが制作しているページにはPDFが用いられていることもある。
JavaScriptなどのスクリプト言語を使ってウェブページに動作をもたせたり (DHTML)、FlashやJavaアプレットなどを付加的に用いてアプリケーションやインタフェースの機能を追加する場合がある。

## 動的なウェブページの生成
電子掲示板(BBS)など、サーバサイドでウェブページやそこに含まれるコンテンツを動的に生成するための方法の、主要な例を以下に挙げる。
- CGIを使用できる環境で、PerlやCを利用する方法。
- Javaの利用できる環境で、JavaサーブレットやJSP、JSFを利用する方法。
- ASPやASP.NETを利用する方法
- PHP
- Ruby on Rails
- Node.js